# Crnokrugi zekan
Crnokrugi zekan (Aplysia dactylomela), vrsta morskog puža golača porodice Aplysiidae iz tropskih i umjerenih toplih mora. Prvi zabilježen slučaj da je opažen u Sredozemlju bio je 2002 u blizini otoka Lampedusa, a od 2006 raširio se i Jadranom.
kao i kod ostalih zekana (morskih krava) karakterizira ga dugačka ticala. Kućica mu je zakržljala, i nevidljiva je. Najveći primjerci narastu do 40 centimetara dužine. Boja mu može biti od svjetlozelene do tamnosmeđe, a najčešće je svjetlosmeđa. Najprepoznatljiviji je po crnim krugovima po svojem tijelu po čemu je i dobio ime crnokrugi zekan.
Crnokrugi zekani žive na dubinama od oko 2 metra gdje se hrane se algama.